# Knjiga Postanka
Knjiga Postanka (heb. בראשׁית Berešit; grč. Γένεσις; lat. Genesis) prva je knjiga Staroga zavjeta i Petoknjižja, to jest židovske Tore. Kratica za ovu knjigu: Post.

## Naziv
Hrvatski naziv »Postanak« prevodi grčki i latinski Genesis, a označuje da se u ovoj knjizi govori o postanku svijeta i čovjeka, te o prapovijesti izraelskog naroda.
Hebrejski naziv Berešit znači »u početku«, a to je prva riječ hebrejskoga teksta ove knjige.

## Struktura
Knjiga Postanka bitno se dijeli u dva dijela različitog opsega.
Prvi dio (Post 1-11) svojevrstan je uvod u povijest spasenja o kojoj će govoriti čitava Biblija. Govori o stvaranju svemira i čovjeka, o prvom grijehu i njegovim posljedicama, te o sve većoj pokvarenosti koja se širila među ljudima.
Drugi dio (Post 12-50) počinje s Abrahamom, praocem izabranog naroda, te nastavlja poviješću praotaca, Izaka i Jakova i njegovih dvanaest sinova, začetnika dvanaest izraelskih plemena, da bi završio dugim izvještajem mudrosnih značajki o Josipu, sinu Jakovljevu.

## Književni sastav
Danas se znanstvenici slažu da je Knjiga Postanka složeni spis u koji je uključeno više različitih tradicija. Potkraj 19. st., pod utjecajem Grafa i J. Wellhausena, razvila se teorija o četiri dokumenta koji su nastali u različito vrijeme i na različitim mjestima. 
- Najstariji od tih dokumenata bio bi tzv. Jahvistički dokument (kratko samo J) koji u izvješću o stvaranju rabi Božje ime Jahve (hebr. יהוה JHVH), a način njegova opisivanja je antropomorfan. Tome dokumentu pripada, primjerice, izvještaj o prvome grijehu. Ovaj je dokument, po toj teoriji, nastao u 9. st. pr. Kr. u Judi.

- Drugi je Elohistički dokument (skraćeno E) koji Boga označuje imenicom Elohim (hebr. אֱלֹהִים), a nastao bi negdje nakon Jahvističkog, ali u Izraelu, da bi, nakon pada Sjevernog kraljevstva, bio pridružen Jahvističkom dokumentu i s njime stopljen. U ovom se dokumentu ne nalaze izvještaji o stvaranju svijeta i čovjeka, te počinje s Abrahamom.

- Treći je Deuteronomistički dokument (skraćeno D) nastao u Jeruzalemu u doba kralja Jošije, no u Knjizi Postanka teško ga je individuirati.

- Četvrti, i najmlađi, je Svećenički dokument (skraćeno P), nastao nakon povratka iz babilonskog progonstva, a njemu pripada, na primjer, prvi izvještaj o stvaranju, gdje je stvaranje svijeta raspoređeno na sedam dana.

Po teoriji bi dokumenti bili ujedinjeni oko 500. – 440. pr. Kr.
Ipak, ovakva precizna podjela pisanih tradicija do danas je našla brojne kritičare, kako one koji je žele modificirati, tako i one koji je žele sasvim odbaciti.

## Sadržaj Knjige Postanka
Prvih jedanaest poglavlja ove knjige na pučki način opisuju početke čovječanstva. U njima ne treba tražiti povijesne izvještaje, već izričaj vjere njezinih pisaca. Pritom, oni su se služili predajama, legendama i mitovima kakvi su postojali i u okolnim narodima i snažnim kulturama poput egipatske i babilonske. Glavna je poruka te knjige da je čitav svemir nastao Božjim zahvatom, a vrhunac je njegova djela bilo stvaranje muškarca i žene. Isto tako, ovaj prvi dio knjige nastoji objasniti i porijeklo zla, patnje i smrti, te dati odgovore na ta vječna čovjekova pitanja.
U drugom dijelu knjige (Post 12-50) povijest praotaca prikazana je kao obiteljska povijest, te skuplja različite tradicije o Abrahamu, Izaku, Jakovu i Josipu. Riječ je o pučkoj povijesti koja se zaustavlja na događajima iz osobnog života i slikovitim prikazima, te se i ne pokušava uklopiti u tadašnju opću povijest. Možemo ovdje govoriti jedino o religijskoj povijesti, jer je u svim važnijim trenucima prisutan Bog kao onaj koji djeluje i potiče. Poruka ovog dijela sastoji se u sljedećem: postoji jedan Bog, on je oblikovao jedan narod i njemu dao jednu zemlju. Bog je Jahve, narod je Izrael, a zemlja je Sveta, Obećana zemlja (u ovoj knjizi označena kao Kanaan).
Knjiga završava odlaskom praotaca u Egipat.

## Vanjske poveznice

### Ostali projekti
|  | Zajednički poslužitelj ima još gradiva o temi Postanak |
|  | Wikizvor ima izvorni tekst Postanak (Šarić)            |

|  | Wikizvor ima izvorni tekst Stvaranje |